# OW Водолея
OW Водолея (лат. OW Aquarii) — одиночная переменная звезда в созвездии Водолея на расстоянии (вычисленном из значения параллакса) приблизительно 9123 световых лет (около 2797 парсеков) от Солнца. Видимая звёздная величина звезды — от +13,1m до +12,1m.

## Характеристики
OW Водолея — жёлто-белая пульсирующая переменная звезда типа RR Лиры (RRAB) спектрального класса F. Радиус — около 4,9 солнечных, светимость — около 50,036 солнечных. Эффективная температура — около 6932 К.